# Servigny
Servigny – miejscowość i dawna gmina we Francji, w regionie Normandia, w departamencie Manche. W 2013 roku populacja ówczesnej gminy wynosiła 196 mieszkańców. 
Dnia 1 stycznia 2019 roku ówczesne gminy Anneville-sur-Mer, Montsurvent oraz Servigny włączono do Gouville-sur-Mer. Siedzibą gminy pozostała miejscowość Gouville-sur-Mer. 